# كاسر الشمس

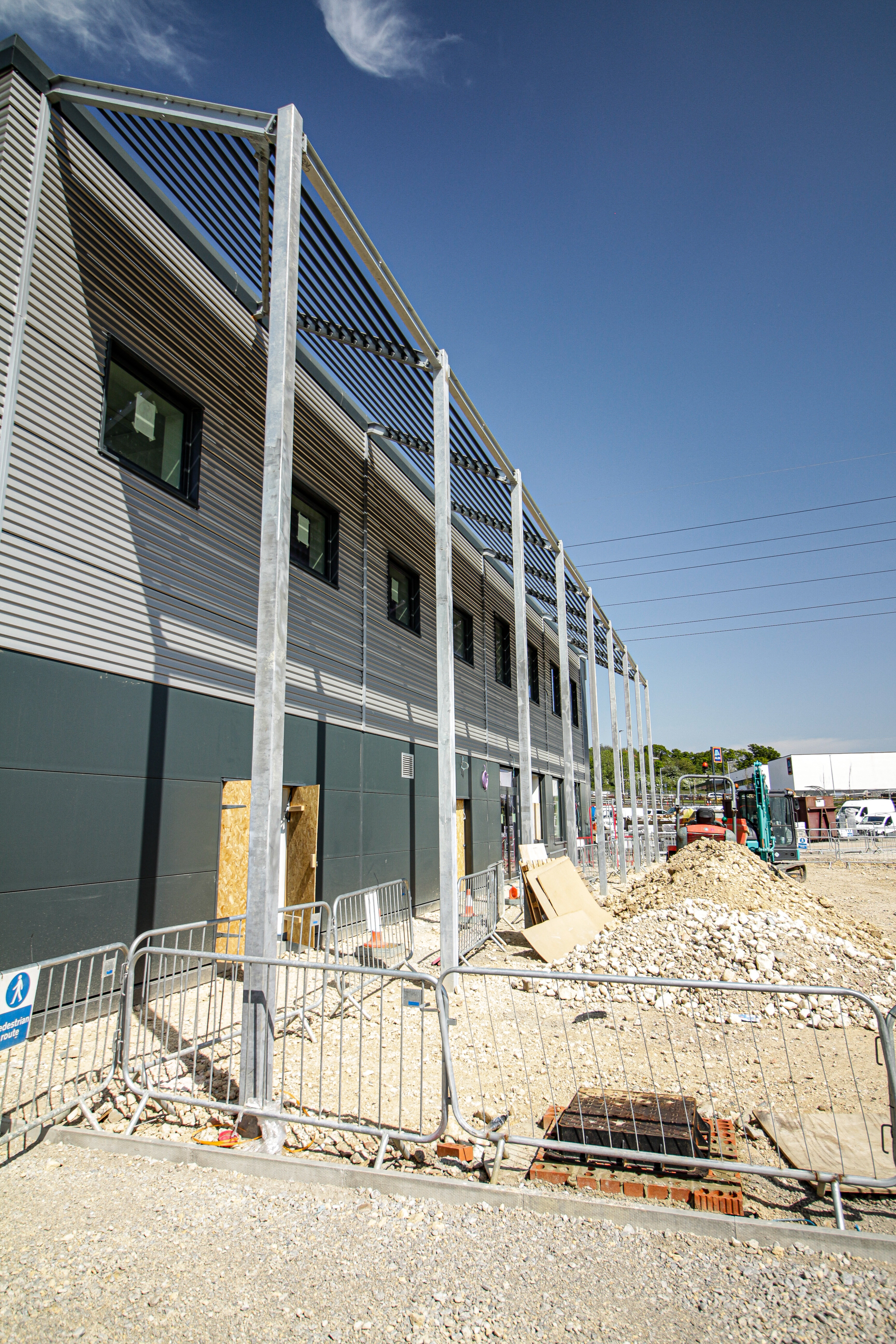
منظر بسيط لكاسر الشمس في مصنع تشارلز ويلز للجِعة التابع لشركة ويلز وشركاه في بيدفورد، إنجلترا. التُقطت هذه الصورة للواجهة الجنوبية عند ظهيرة ديسمبر، قبل الانقلاب الشتوي بقليل. لاحظ كيف أن جميع النوافذ مُظللة.

كاسر الشمس أو حاجب شمسي (بالإنجليزية: 
 ، هي ميزة معمارية للمبنى تعمل على تقليل اكتساب الحرارة عن طريق انحراف ضوء الشمس الوارد.  يسمح النظام لأشعة الشمس المنخفضة المُستوى (ذات ميل مُنخفض) بالدخول إلى المبنى في الصباح والمساء وأثناء الشتاء ولكنه يكسر الضوء المباشر أثناء الصيف. 

## أنواع
يمكن أن يشتمل كاسر الشمس على مجموعة متنوعة من هياكل التظليل الدائمة للشمس، بدءًا من الجدران الخرسانية المنقوشة البسيطة التي روج لها «لو كوربوزييه» في قصر الاجتماعات  إلى الآلية المُعقدة التي تشبه الجناح التي ابتكرها «سانتياغو كالاترافا» لمتحف ميلووكي للفنون  أو الأجهزة الميكانيكية لإنشاء الأنماط في معهد العالم العربي بواسطة جان نوفيل. 
في الشكل التقليدي، يمتد بروز أفقي من واجهة المبنى المواجهة للشمس. ويُستخدم هذا عادةً لمنع ارتفاع درجة حرارة الواجهات الزجاجية الكبيرة خلال فصل الصيف. غالبًا ما تُدمج فتحات تهوية في الظل لمنع أشعة الشمس الصيفية المرتفعة من السقوط على الواجهة، وللسماح لأشعة الشمس الشتوية المنخفضة بتوفير بعض التدفئة الشمسية السلبية.

## معرض الصور
- Millennium Point, Birmingham, UK: Half of the facade has exterior blinds
- مدينة الفنون والعلوم, Valencia: brise soleil at the L'Hemisfèric[7][بحاجة لتوضيح]
- The movable Burke brise soleil on the Quadracci Pavilion of the متحف الفن الميلووكي closes at sunset.
- Gustavo Capanema Palace in ريو دي جانيرو
- Detail of north facade of Gustavo Capanema Palace
- The Carpenter Center for the Visual Arts
- مبنى نيويورك تايمز by رينزو بيانو
- Curutchet House by Le Corbusier, inside view

## روابط خارجية
- بريس سوليل في متحف ميلووكي للفنون
- (تطبيقات بريس سولاي التجارية)
- الجمعية البريطانية اليمنية تأثير المناخ على تصميم النوافذ
- (عرض لـ Brise Soleil في التطبيقات التجارية)
- AD Classics: AD Classics: قصر الجمعية / لو كوربوزييه
- الإمكانيات التقنية (بالألمانية)
- متحف الثقافة اليومية (بالألمانية)
- (قراءة إضافية عن Brise Soleil من أحد الموردين)